# Niceville
Niceville é uma cidade localizada no estado americano da Flórida, no condado de Okaloosa. Foi incorporada em 1938.

## Geografia
De acordo com o United States Census Bureau, a cidade tem uma área de 30,8 km², onde 29,6 km² estão cobertos por terra e 1,2 km² por água.

### Localidades na vizinhança
O diagrama seguinte representa as localidades num raio de 16 km ao redor de Niceville.

## Demografia
Segundo o censo nacional de 2010, a sua população é de 12 749 habitantes e sua densidade populacional é de 431,03 hab/km². Possui 5 695 residências, que resulta em uma densidade de 192,54 residências/km².

## Geminações
- Les Sables-d'Olonne, Vendeia, França [5]